# Henri Oswald de La Tour d’Auvergne

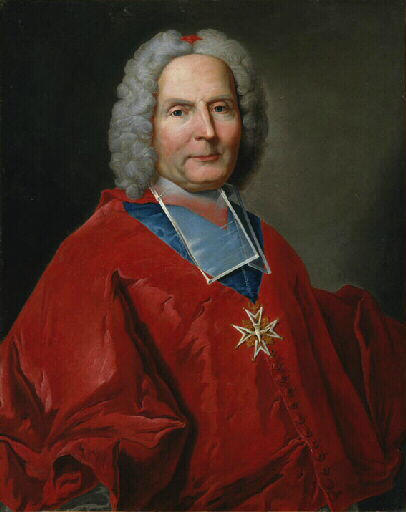
Porträt des Cardinal d’Auvergne, Anonym nach Hyacinthe Rigaud, 18. Jahrhundert, Musée des Beaux-Arts (Dijon)

Henri Oswald de La Tour d’Auvergne genannt l’Abbé d’Auvergne, dann le Cardinal d’Auvergne (* 5. November 1671 in Barcy; † 22. April 1747 in Paris) war in französischer Kleriker; er war nacheinander Erzbischof von Tours (1719–1721), dann Erzbischof von Vienne (1721–1745) und ab 1737 Kardinal.

## Biographie
Henri Oswald de La Tour d’Auvergne war das elfte von 13 Kindern von Frédéric-Maurice de La Tour d’Auvergne, Comte d’Auvergne et d’Olliergues, Marquis de Lanquais, und Franziska von Hohenzollern-Hechingen (1642–1698), Markgräfin von Bergen-op-Zoom, und für eine Laufbahn in der Kirche vorgesehen. Seine Ausbildung absolvierte er an der Sorbonne, wo er im Mai 1695 als Docteur ès Théologie abschloss.
1684 war er Kanoniker am Straßburger Münster geworden, später an der Lambertuskathedrale in Lüttich. Von 1692 bis 1740 war er Kommendatarabt von Saint-Sauveur in Redon, ab 1694 von Saint-Pierre et Saint-Paul de Châtillon-lès-Conches. Er war Generalvikar seines Onkels Emmanuel Théodose de la Tour d’Auvergne in Cluny, Tournus und Saint-Martin in Pontoise; am 22. April 1697 wurde er Koadjutor in Cluny, als sein Onkel als Gesandter nach Rom geschickt wurde, und nach dessen Tod 1715 dann selbst Abt. Ebenfalls 1697 wurde er Großpropst (Grand Prévôt) am Straßburger Münster.
Erst im Alter von 58 Jahren wurde er Bischof: Ende 1719 ernannte ihn Papst Clemens XI. zum Erzbischof von Tours (er blieb dem Erzbistum jedoch fern, eine Weihe erfolgte nicht), 1721 von Papst Innozenz XIII. zum Erzbischof von Vienne – die Wahl in Vienne erfolgte am 23. März 1722, die Bischofsweihe folgte am 10. Mai 1722. Er nahm an der Kleriker-Versammlung von 1723 teil und war von 1732 bis 1742 Premier Aumônier du Roi. Am 24. Mai 1733 ernannte Ludwig XV. ihn zum Commandeur de l’Ordre du Saint-Esprit. Er war Vorsitzender der Kleriker-Versammlung von 1734.
Im Konsistorium vom 20. Dezember 1737 wurde er von Papst Clemens XII. zum Kardinal erhoben. Er nahm am Konklave 1740 (19. Februar bis 17. August) teil, bei der Benedikt XIV. zum Papst gewählt wurde. Am 16. September 1740 erhielt er schließlich die Kardinalsinsignien und die Titelkirche San Callisto als Kardinalpriester.

## Kontroverse um seine Person
Saint-Simon berichtet, dass der Cardinal de Bouillon seit 1698 intrigiert habe, um seinem Neffen die Kardinalswürde „zum schillerndste und explosivsten öffentlichen Skandal“ zu verschaffen Saint-Simon hasste Henri Oswald de La Tour d’Auvergne, zum einen, weil er in die Affäre um Étienne Baluzes Histoire généalogique de la maison de Bouillon von 1708 verwickelt war, die zu Baluzes Entlassung geführt hatte, zum anderen, weil der Abbe d’Auvergne einen ausgeprägten Hang zu „frischen Valets“ zeigte.
„Noch ein Wort zum Abbé d’Auvergne. Als der Abbé de Castries, heiliger Erzbischof von Tours, wenig später [1719] ins Erzbistum Albi wechselte, erhielt der Abbe d’Auvergne das von Tours. Der Abbé de Thesut, Sekretär der Anordnungen des Herzogs von Orléans, der nun das Dokument hatte und mit dem Fürsten arbeitete, stieß einen schrecklichen Schrei aus, als er die Ernennung vernahm, von der er seine Meinung durch das Entsetzen äußerte, das diese beim ihm auslöste. Der Regent räumte alles ein und fügte sogar den Bericht über die Abenteuer mit sehr seltsamen und ziemlich jungen Lakaien hinzu, und da diese enorme Art der Ausschweifung nicht seine war, gestand er Thesut, dass er alle Sorgen der Welt gehabt habe, den Abbé d’Auvergne zum Bischof zu machen, aber dass er seit langem von den Bouillons so verfolgt worden sei, dass er sich am Ende von dem Ärger befreien musste. Thesut insistierte erneut, schrieb dann die Nominierung auf das Dokument und zuckte mit den Schultern; er selbst hat mir diese Tatsache zwei Tage später erzählt. Dies verhinderte kurz danach nicht, den Abbé d’Auvergne, heiliger Erzbischof von Tours, in das Erzbistum Vienne zu versetzen, das ihm besser gefiel. Dies war die würdige Wahl des Kardinals Fleury für den Purpur für die Ernennung durch den König, deren Skandal so lebendig und universell war, dass Kardinal Fleury seine Schande nicht verbergen konnte. Wir werden uns hier mit dieser Mitteilung zufriedengeben, um das Glück des einen zu präsentieren und den würdigen Geschmack des anderen zu zeigen, weil diese Beförderung die Grenzen dieser „Memoiren“ überschreitet“.
Henri Oswald de La Tour d’Auvergne beauftragte Michel-Ange Slodtz (1705–1764) mit dem Bau eines Grabmonuments im Chor der Kathedrale von Vienne, in dem er mit seinem Vorgänger, Erzbischof Armand de Montmorin de Saint-Hérem bestattet ist.

## Weblink
- The Cardinals of the Holy Roman Church, Biographical Dictionary, Pope Clement XII (1730–1740), Consistory of December 20, 1737 (X) celebrated in Rome (online, abgerufen am 6. Mai 2020)